# World Qualifying Series 2007
Cet article présente la saison 2007 du Championnat du monde de surf World Qualifying Séries qualifiant les surfeurs pour le Championnat du monde de surf 2008 ASP World Tour (en gras dans la colonne classement voir explication après le tableau.

## Classement Hommes
Les 15 premiers sont qualifiés pour le Championnat du monde de surf 2008 ASP World Tour.
| Classement | Nom               | Pays                | Points | Nb de courses | Remarque |  |
| ---------- | ----------------- | ------------------- | ------ | ------------- | -------- |  |
| 1          | Jordy Smith       | Afrique du Sud      | 14575  | 20            |          |  |
| 2          | Dane Reynolds     | États-Unis          | 12951  | 16            |          |  |
| 3          | Rodrigo Dornelles | Brésil              | 12376  | 15            | 19e WCT  |  |
| 4          | Jay Thompson      | Australie           | 12350  | 16            |          |  |
| 5          | Tiago Pires       | Portugal            | 12100  | 18            |          |  |
| 6          | Aritz Aranburu    | Pays basque         | 12095  | 25            |          |  |
| 7          | Adrian Buchan     | Australie           | 12075  | 17            | 19e WCT  |  |
| 8          | Ben Bourgeois     | États-Unis          | 12038  | 19            |          |  |
| 9          | Jihad Khodr       | Brésil              | 12025  | 17            |          |  |
| 10         | Kieren Perrow     | Australie           | 11914  | 16            |          |  |
| 11         | Jérémy Florès     | France              | 11889  | 9             | 8e WCT   |  |
| 12         | Roy Powers        | Hawaï               | 11725  | 17            |          |  |
| 13         | C.J. Hobgood      | États-Unis          | 11575  | 11            | 11e WCT  |  |
| 14         | Victor Alves      | Brésil              | 11275  | 20            |          |  |
| 15         | Mikaël Picon      | France              | 11256  | 21            |          |  |
| 16         | Adriano de Souza  | Brésil              | 11225  | 13            | 28e WCT  |  |
| 17         | Daniel Ross       | Australie           | 11188  | 19            |          |  |
| 18         | Royden Bryson     | Afrique du Sud      | 11050  | 14            | 27e WCT  |  |
| 19         | Dayan Neve        | Australie           | 10951  | 16            | 32e WCT  |  |
| 20         | Luke Munro        | Australie           | 10950  | 14            | 42e WCT  |  |
| 21         | Nic Muscroft      | Australie           | 10888  | 21            |          |  |
| 22         | Gabe Kling        | États-Unis          | 10726  | 17            | 43e WCT  |  |
| 23         | Shaun Cansdell    | Australie           | 10638  | 12            | 39e WCT  |  |
| 24         | Leonardo Neves    | Brésil              | 10626  | 17            |          |  |
| 25         | Troy Brooks       | Australie           | 10300  | 16            |          |  |
| 26         | Neco Padaratz     | Brésil              | 10213  | 15            | 21e WCT  |  |
| 27         | Shea Lopez        | États-Unis          | 10175  | 18            |          |  |
| 28         | Jarrad Howse      | Australie           | 10151  | 17            |          |  |
| 29         | Kirk Flintoff     | Australie           | 9925   | 20            |          |  |
| 30         | Patrick Beven     | France              | 9744   | 12            |          |  |
| ..         | .......           | ......              | ....   | ..            |          |  |
| 40         | Michel Bourez     | Polynésie française | 8864   | 20            |          |  |
| 43         | Tim Boal          | France              | 8631   | 23            |          |  |
| 74         | Eric Rebière      | France              | 6733   | 20            |          |  |
| 78         | Joan Duru         | France              | 6651   | 21            | Junior   |  |
| 85         | Marc Lacomare     | France              | 6432   | 18            | Junior   |  |

- Rodrigo Dornelles (3e), Adrian Buchan (7e), Jérémy Florès (11e), C.J. Hobgood (13e) étant déjà requalifiés en WCT les 16e, 17e, 18e et 19e sont qualifiés.
- Ryden Brison (18e) étant aussi requalifié, le 20e se retrouve ainsi qualifié.
- Nic Muscroft (21e) est désigné par l'ASP comme remplaçant en WCT.